# Tulčík
Tulčík est un village de Slovaquie situé dans la région de Prešov.

## Histoire
Première mention écrite du village en 1248.

## Démographie

### Évolution de la population
| Année:               | 1994. | 2004.   | 2014.   | 2024.   |
| -------------------- | ----- | ------- | ------- | ------- |
| Nombre de personnes: | 1271  | 1304    | 1327    | 1334    |
| Différence:          |       | +2,59 % | +1,76 % | +0,52 % |

| Année:               | 2023. | 2024.   |
| -------------------- | ----- | ------- |
| Nombre de personnes: | 1324  | 1334    |
| Différence:          |       | +0,75 % |